# Final de la Copa de Oro de la Concacaf 2000

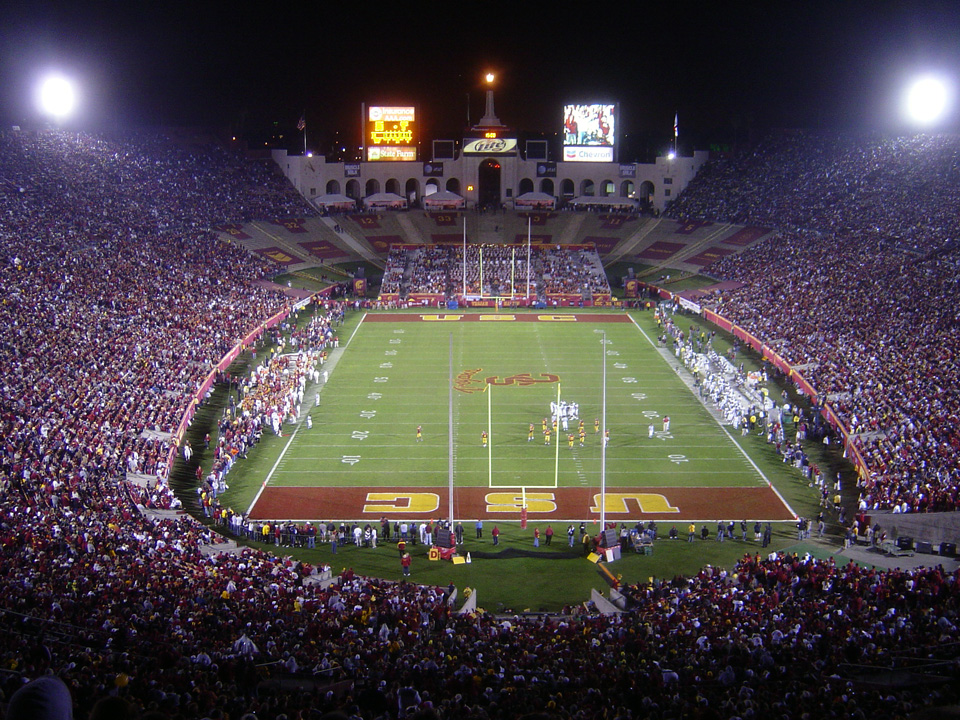
El Los Angeles Memorial Coliseum fue la sede de la final del torneo.

La final de la Copa de Oro de la Concacaf de 2000 se disputó en el Los Angeles Memorial Coliseum el 27 de febrero de 2000. Los equipos que llegaron al encuentro decisivo fueron la selección de Canadá y la selección de Colombia que disputó el torneo como equipo invitado. Esta fue la primera final que jugaron ambas escuadras en la competencia de la Concacaf, saliendo victoriosos los canadienses ganado así su segundo título.

## Enfrentamiento
| Bandera de Canadá | vs. | Bandera de Colombia |
| Canadá 2          | vs. | Colombia 0          |
| ----------------- | --- | ------------------- |

## Camino a la final
| Equipo        | Pts. | PJ | PG | PE | PP | GF | GC | Dif |
| ------------- | ---- | -- | -- | -- | -- | -- | -- | --- |
| Costa Rica    | 2    | 2  | 0  | 2  | 0  | 4  | 4  | 0   |
| Canadá        | 2    | 2  | 0  | 2  | 0  | 2  | 2  | 0   |
| Corea del Sur | 2    | 2  | 0  | 2  | 0  | 2  | 2  | 0   |

| Equipo   | Pts. | PJ | PG | PE | PP | GF | GC | Dif |
| -------- | ---- | -- | -- | -- | -- | -- | -- | --- |
| Honduras | 6    | 2  | 2  | 0  | 0  | 4  | 0  | 4   |
| Colombia | 3    | 2  | 1  | 0  | 1  | 1  | 2  | -1  |
| Jamaica  | 0    | 2  | 0  | 0  | 2  | 0  | 3  | -3  |

## Partido
| 1          | Guardameta     | Craig Forrest    |     |
| 2          | Defensa        | Paul Fenwick     |     |
| 4          | Defensa        | Tony Menezes     |     |
| 5          | Defensa        | Jason de Vos     |     |
| 12         | Defensa        | Jeff Clarke      |     |
| 13         | Defensa        | Mark Watson      |     |
| 11         | Centrocampista | Jim Brennan      |     |
| 15         | Centrocampista | Richard Hastings |     |
| 21         | Centrocampista | Martin Nash      | 89' |
| 7          | Delantero      | Paul Stalteri    |     |
| 9          | Delantero      | Carlo Corazzin   |     |
| Entrenador | Entrenador     | Holger Osieck    |     |

| 22         | Guardameta     | Diego Gómez              |     |
| 2          | Defensa        | Andrés Mosquera          |     |
| 3          | Defensa        | Roberto Carlos Cortés    |     |
| 5          | Defensa        | Gonzalo Martínez Caicedo |     |
| 19         | Defensa        | Arley Dinas              |     |
| 11         | Centrocampista | Martín Zapata(†)         |     |
| 14         | Centrocampista | John Wilmar Pérez        |     |
| 16         | Centrocampista | Bonner Mosquera          | 46' |
| 17         | Centrocampista | Mayer Candelo            |     |
| 10         | Delantero      | Faustino Asprilla        |     |
| 20         | Delantero      | Víctor Bonilla           | 57' |
| Entrenador | Entrenador     | Luis Augusto García      |     |

| 16 | Delantero | Garret Kusch | 89' |

| 7 | Centrocampista | Héctor Hurtado | 46' |
| 9 | Delantero      | Edwin Congo    | 57' |

| Amonestado | 28' | Paul Fenwick  |
| Amonestado | 76' | Jason de Vos  |
| Amonestado | 78' | Paul Stalteri |
| Amonestado | 80' | Tony Menezes  |

| Amonestado | 19' | Faustino Asprilla |
| Amonestado | 80' | Edwin Congo       |
| Amonestado | 88' | Andrés Mosquera   |

| Anotado         | 45' | Jason de Vos   | 1-0 |
| Anotado · Penal | 68' | Carlo Corazzin | 2-0 |

| Árbitro | Peter Prendergast |

| 1          | Guardameta     | Craig Forrest    |     |
| 2          | Defensa        | Paul Fenwick     |     |
| 4          | Defensa        | Tony Menezes     |     |
| 5          | Defensa        | Jason de Vos     |     |
| 12         | Defensa        | Jeff Clarke      |     |
| 13         | Defensa        | Mark Watson      |     |
| 11         | Centrocampista | Jim Brennan      |     |
| 15         | Centrocampista | Richard Hastings |     |
| 21         | Centrocampista | Martin Nash      | 89' |
| 7          | Delantero      | Paul Stalteri    |     |
| 9          | Delantero      | Carlo Corazzin   |     |
| Entrenador | Entrenador     | Holger Osieck    |     |

| 22         | Guardameta     | Diego Gómez              |     |
| 2          | Defensa        | Andrés Mosquera          |     |
| 3          | Defensa        | Roberto Carlos Cortés    |     |
| 5          | Defensa        | Gonzalo Martínez Caicedo |     |
| 19         | Defensa        | Arley Dinas              |     |
| 11         | Centrocampista | Martín Zapata(†)         |     |
| 14         | Centrocampista | John Wilmar Pérez        |     |
| 16         | Centrocampista | Bonner Mosquera          | 46' |
| 17         | Centrocampista | Mayer Candelo            |     |
| 10         | Delantero      | Faustino Asprilla        |     |
| 20         | Delantero      | Víctor Bonilla           | 57' |
| Entrenador | Entrenador     | Luis Augusto García      |     |

| 16 | Delantero | Garret Kusch | 89' |

| 7 | Centrocampista | Héctor Hurtado | 46' |
| 9 | Delantero      | Edwin Congo    | 57' |

| Amonestado | 28' | Paul Fenwick  |
| Amonestado | 76' | Jason de Vos  |
| Amonestado | 78' | Paul Stalteri |
| Amonestado | 80' | Tony Menezes  |

| Amonestado | 19' | Faustino Asprilla |
| Amonestado | 80' | Edwin Congo       |
| Amonestado | 88' | Andrés Mosquera   |

| Anotado         | 45' | Jason de Vos   | 1-0 |
| Anotado · Penal | 68' | Carlo Corazzin | 2-0 |

| Árbitro | Peter Prendergast |

|                   |
| Bandera de Canadá |
| Campeón Canadá    |
| 2.do título       |